# Мегарин
Мегарин (араб. مقارين‎) — город и коммуна в северо-восточной части Алжира, в вилайете Уаргла. Административный центр округа Мегарин.

## Географическое положение

Коммуна Мегарин

Город находится в северной части вилайета, на территории одного из оазисов северной Сахары, на расстоянии приблизительно 468 километров (по прямой) к юго-востоку от столицы страны Алжира. Абсолютная высота — 68 метров над уровнем моря.
Коммуна Мегарин граничит с коммунами Эль-Алия, Сиди-Слиман, Мнагер, Завия-эль-Абидия и Туггурт. Её площадь составляет 285 км².

## Климат
Климат города характеризуется как аридный жаркий (BWh в классификации климатов Кёппена). Осадков в течение года выпадает крайне мало (среднегодовое количество — 66 мм). Средняя годовая температура составляет 21,4 °C. Средняя температура самого холодного месяца (января) составляет 10,1 °С, самого жаркого месяца (июля) — 33,3 °С.

## Население
По данным официальной переписи 2008 года численность населения коммуны составляла 13 751 человек. Доля мужского населения составляла 49,5 %, женского — соответственно 50,5 %. Уровень грамотности населения составлял 80,6 %. Уровень грамотности среди мужчин составлял 87,5 %, среди женщин — 74,1 %. 6,4 % жителей Мегарина имели высшее образование, 16,9 % — среднее образование.

## Транспорт
К западу от города проходит национальная автодорога N3.